# Tondo Taddei
Pour les articles homonymes, voir Taddei.
Le Tondo Taddei (ou Madone Taddei)  est un bas-relief rond (tondo) en marbre, une sculpture réalisée par Michel-Ange vers 1504-1507 représentant la Vierge Marie et l'Enfant Jésus avec Jean-Baptiste enfant. L'œuvre est conservée à la Royal Academy of Arts de Londres.

## Histoire
Ce tondo de 1 068 mm de diamètre aurait été, selon Vasari, exécuté pour Taddeo Taddei, mécène du maître.

## Description
La Vierge est excentrée  dans la partie droite du format rond, et son visage est vu de profil (a contrario de La Madone Pitti), Jésus également à cheval sur une des jambes de sa mère, effrayé par un chardonneret tenu par le petit saint Jean, se réfugie dans le bras gauche de Marie enveloppé dans un repli de tissu de sa robe.

## Analyse
L'aspect non-finito  traduit une fois de plus l'esthétique de l'inachevé de Michel-Ange : Le petit saint Jean conserve l'aspect granuleux de la pierre non polie, ainsi que la main tendue vers lui par la Vierge. Les coups de ciseau sont restés visibles sur le pourtour rond de la pierre.